# Electric Eye (singolo)
Electric Eye è un singolo dei Judas Priest estratto dall'album Screaming for Vengeance nel 1982.
La canzone è inserita nella colonna sonora del film Tenacious D e il destino del rock e nel videogioco Brütal Legend.
Il titolo è un'allusione al libro 1984 di George Orwell, facendo riferimento all'occhio vigile che sorveglia la comunità in ogni momento.